# Балівська сільська рада
| Балівська сільська рада — колишній орган місцевого самоврядування у Дніпровському районі Дніпропетровської області з адміністративним центром у c. Балівка, який функціонував до 2020 року. Після чого, на базі сільської ради сформований Балівський старостинський округ в підпорядкуванні Слобожанської селищної територіальної громади. Сільській раді підпорядковані населені пункти: - Балівка |

## Склад ради
Рада складається з 18 депутатів та голови.

## Керівний склад сільської ради
| ПІБ                    | Основні відомості                                                         | Дата обрання | Дата звільнення |
| ---------------------- | ------------------------------------------------------------------------- | ------------ | --------------- |
| Рижак Валерій Петрович | Сільський голова, 1962 року народження, безпартійний                      | 26.03.2006   | 31.10.2010      |
| Рижак Валерій Петрович | Сільський голова, 1962 року народження, освіта вища, член Партії регіонів | 31.10.2010   |                 |

Примітка: таблиця складена за даними джерела